# Bolma girgyllus
Bolma girgyllus, tên tiếng Anh: Girgyllus Star Shell, là một loài ốc biển, là động vật thân mềm chân bụng sống ở biển thuộc họ Turbinidae, họ ốc xà cừ.

## Miêu tả
Kích vỡ vỏ của con trưởng thành trong khoảng từ 30 mm và 80 mm.

## Phân bố
Chúng phân bố ở Thái Bình Dương dọc theo Philippines,; Moluccas, Đài Loan và Việt Nam

## Hình ảnh

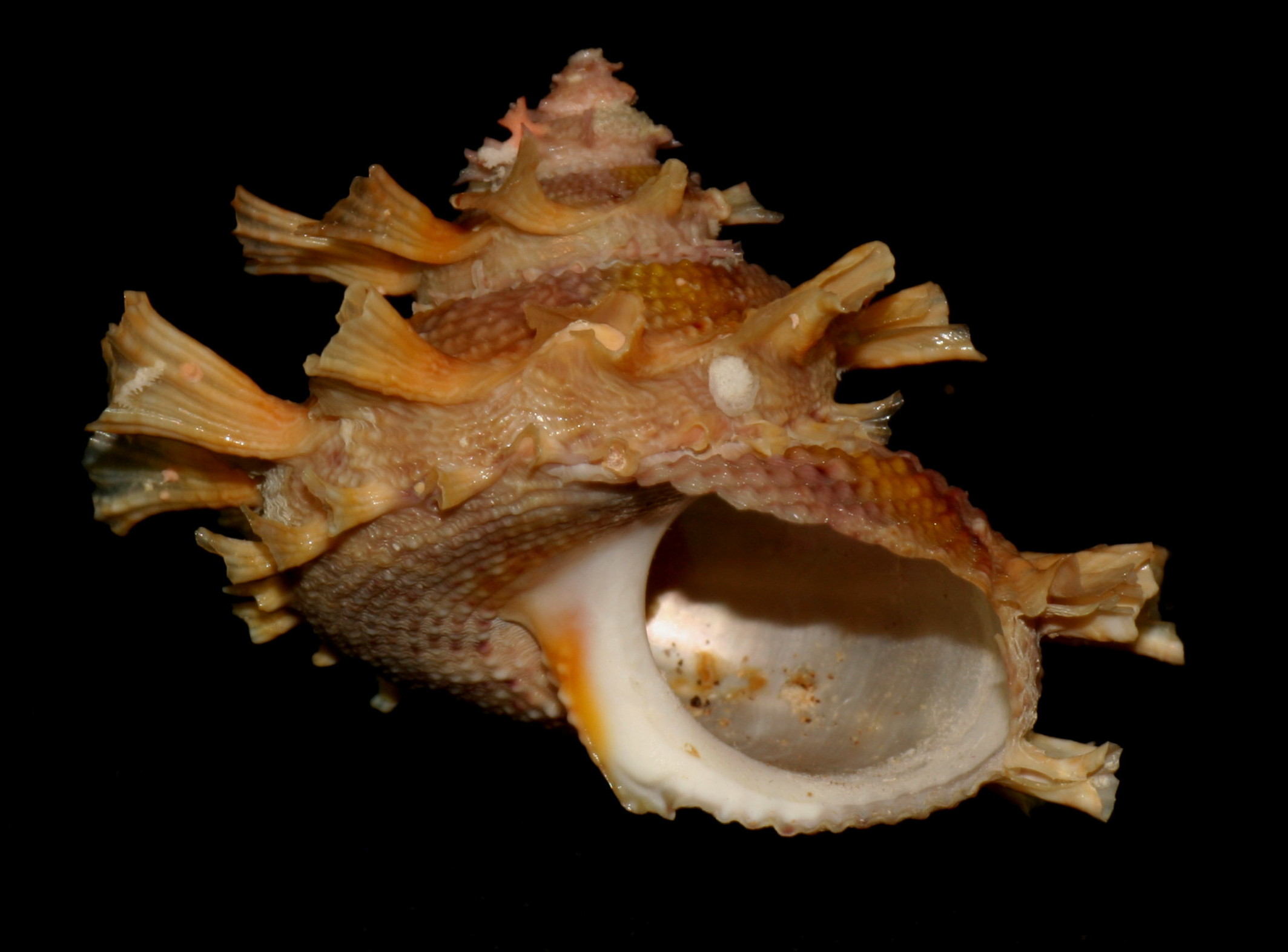
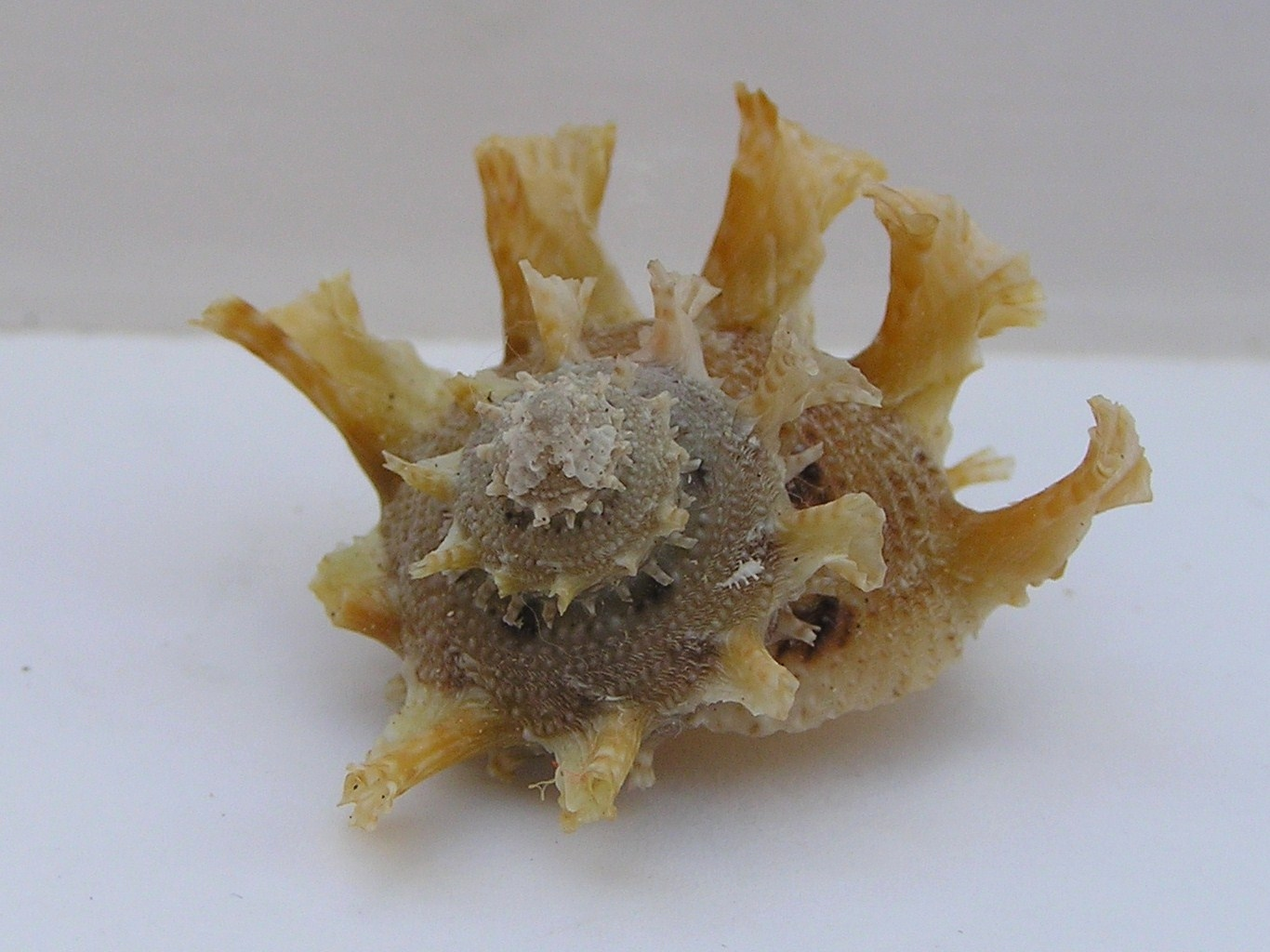
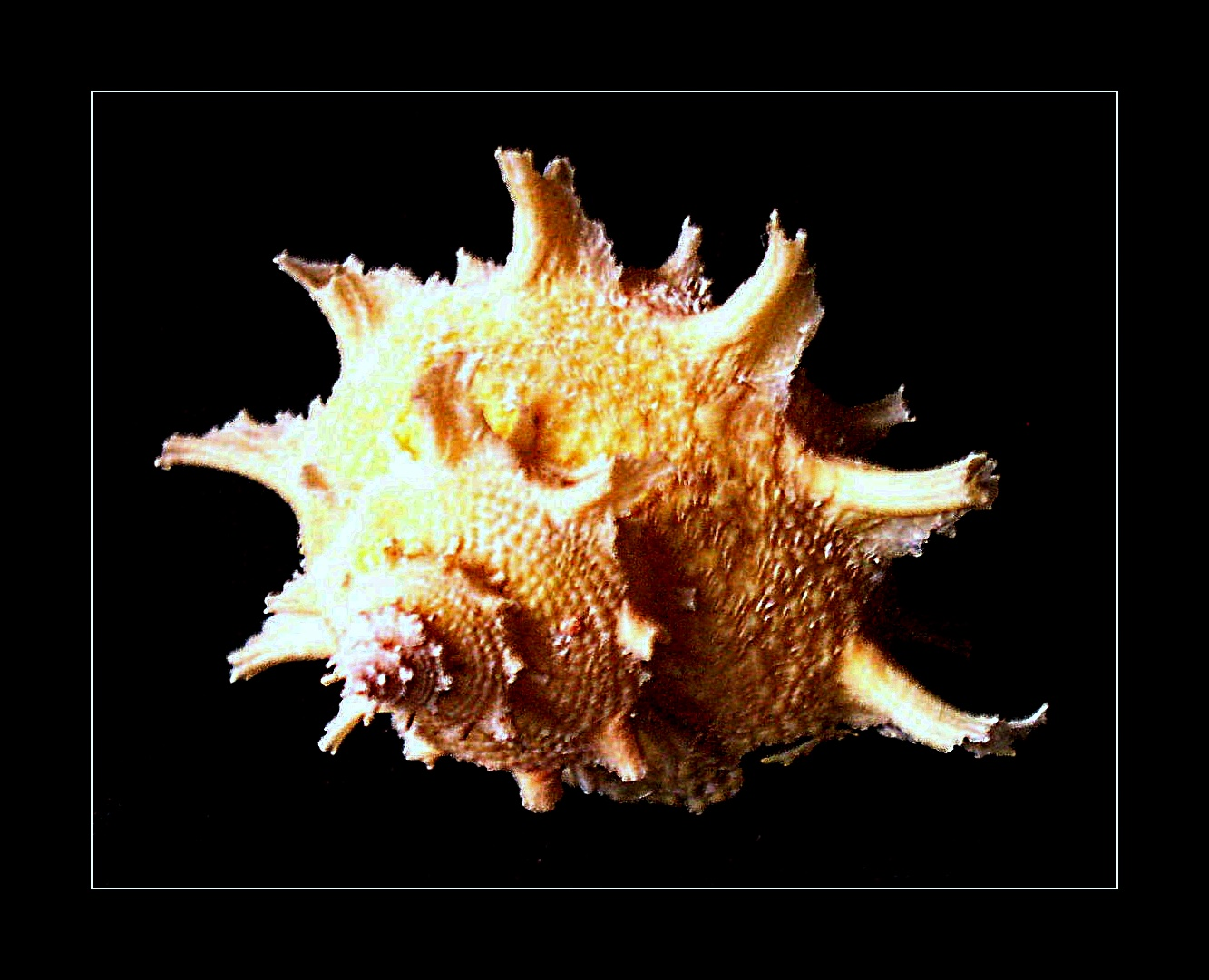
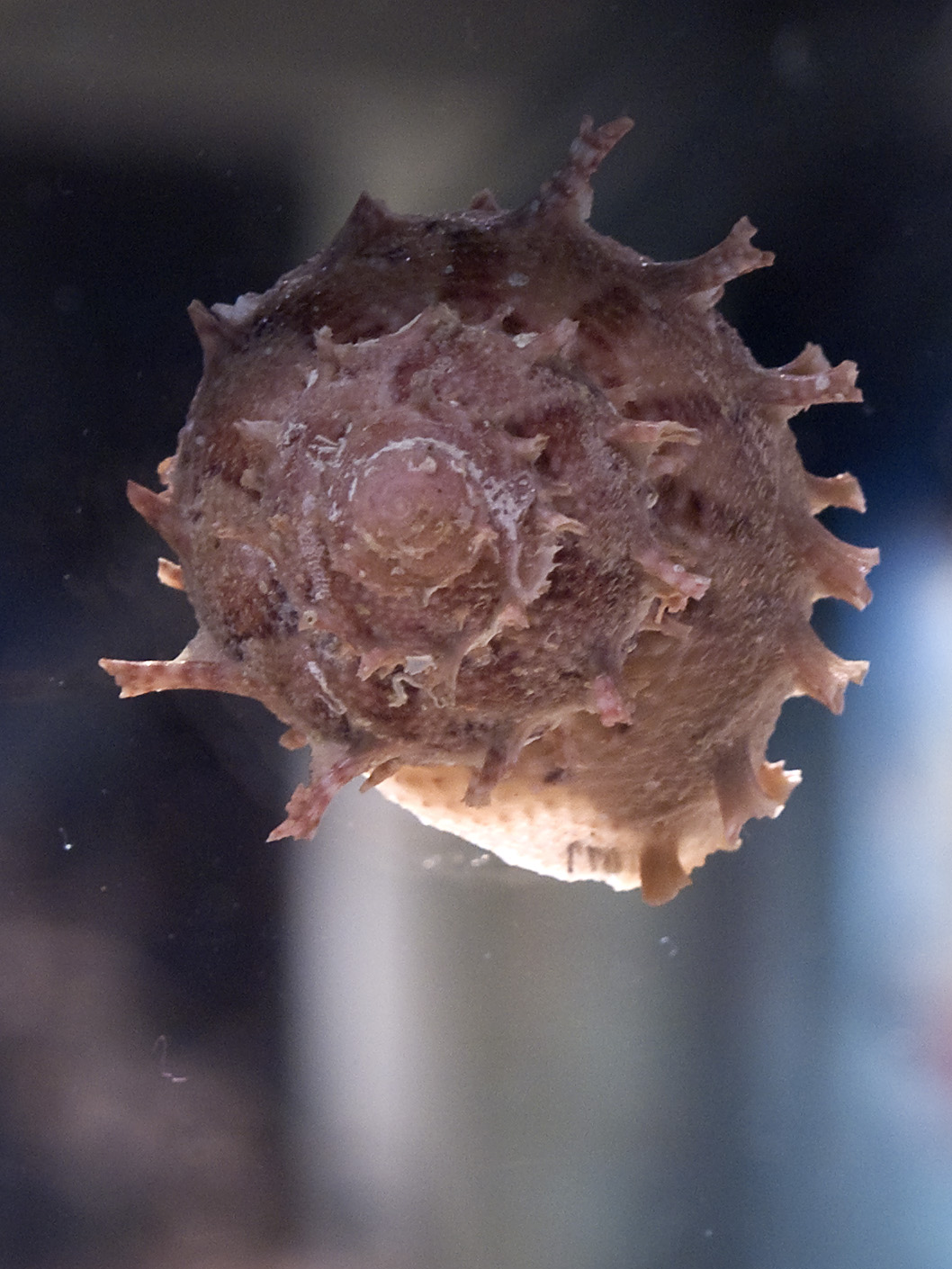